# Шеппартон
Шеппартон (англ. Shepparton) — місто, розташоване в заплаві річки Гоулберн на півночі штату Вікторія, приблизно за 181 кілометр на північ-північний схід від Мельбурна. Станом на червень 2018 року орієнтована чисельність населення міста разом із сусіднім містом Морупна, склала 51 631 чоловік.
Місто засноване в середині ХІХ століття як овеча станція та місце для переходу через річку, згодом зазнав серйозних змін після прокладання залізниці. Сьогодні це сільськогосподарський та виробничий центр, центр іригаційної системи долини Гоулберна, один з найбільших центрів іригації в Австралії. Є найбільшим регіональним містом з обслуговування та місцем розміщення органів місцевого самоврядування та цивільної адміністрації міста Великий Шеппартон, до складу якого входять навколишні міста Татура, Меррігум, Морупна, Мерчісон, Дукі, Туламба та Грехемвейл.

## Демографія
Шеппартон посідає друге місце (після Мельбурна) за кількістю аборигенів у штаті Вікторія. Вони становлять 10 % населення Шеппартона. Концентрація корінних австралійців у Шеппартоні — найбільша серед усіх міст вікторіанської епохи і вчетверо перевищує середній показник по Австралії (2,5 %). У Шеппартоні також проживає безліч іммігрантів з таких місць як Албанія, Афганістан, Ірак, Греція, Італія, Судан, а також інших країн світу.

## Клімат
| Клімат Shepparton Airport (YSHT) (1996–2022) | Клімат Shepparton Airport (YSHT) (1996–2022) | Клімат Shepparton Airport (YSHT) (1996–2022) | Клімат Shepparton Airport (YSHT) (1996–2022) | Клімат Shepparton Airport (YSHT) (1996–2022) | Клімат Shepparton Airport (YSHT) (1996–2022) | Клімат Shepparton Airport (YSHT) (1996–2022) | Клімат Shepparton Airport (YSHT) (1996–2022) | Клімат Shepparton Airport (YSHT) (1996–2022) | Клімат Shepparton Airport (YSHT) (1996–2022) | Клімат Shepparton Airport (YSHT) (1996–2022) | Клімат Shepparton Airport (YSHT) (1996–2022) | Клімат Shepparton Airport (YSHT) (1996–2022) | Клімат Shepparton Airport (YSHT) (1996–2022) |
| Показник                                     | Січ.                                         | Лют.                                         | Бер.                                         | Квіт.                                        | Трав.                                        | Черв.                                        | Лип.                                         | Серп.                                        | Вер.                                         | Жовт.                                        | Лист.                                        | Груд.                                        | Рік                                          |
| Абсолютний максимум, °C                      | 46,2                                         | 46,1                                         | 40,3                                         | 35,1                                         | 26,7                                         | 21,5                                         | 20,6                                         | 24,8                                         | 34,1                                         | 36,8                                         | 42,9                                         | 44,9                                         |                                              |
| Середній максимум, °C                        | 32,1                                         | 31,0                                         | 27,5                                         | 22,6                                         | 17,6                                         | 14,2                                         | 13,3                                         | 14,9                                         | 18,2                                         | 22,3                                         | 26,3                                         | 29,2                                         | 22,4                                         |
| Середній мінімум, °C                         | 15,5                                         | 15,1                                         | 12,5                                         | 8,6                                          | 5,6                                          | 3,7                                          | 3,4                                          | 3,7                                          | 5,4                                          | 7,5                                          | 10,8                                         | 13,0                                         | 8,7                                          |
| Абсолютний мінімум, °C                       | 5,6                                          | 5,0                                          | 3,4                                          | −0,6                                         | −3,1                                         | −5,9                                         | −4,7                                         | −6,3                                         | −2,2                                         | −0,4                                         | 0,3                                          | 4,0                                          |                                              |
| Норма опадів, мм                             | 30.0                                         | 34.0                                         | 32.5                                         | 35.4                                         | 34.3                                         | 38.8                                         | 42.0                                         | 44.8                                         | 36.4                                         | 30.9                                         | 45.7                                         | 31.9                                         | 436.7                                        |
| Днів з опадами                               | 5,2                                          | 4,5                                          | 5,3                                          | 5,5                                          | 9,8                                          | 12,2                                         | 14,7                                         | 12,7                                         | 9,8                                          | 8,3                                          | 6,9                                          | 5,8                                          | 100,7                                        |
| -------------------------------------------- | -------------------------------------------- | -------------------------------------------- | -------------------------------------------- | -------------------------------------------- | -------------------------------------------- | -------------------------------------------- | -------------------------------------------- | -------------------------------------------- | -------------------------------------------- | -------------------------------------------- | -------------------------------------------- | -------------------------------------------- | -------------------------------------------- |
| Джерело: Бюро метеорології (Австралія).      |                                              |                                              |                                              |                                              |                                              |                                              |                                              |                                              |                                              |                                              |                                              |                                              |                                              |